# Bazar-Korgon
Bazar-Korgon (ryska: Базар-Коргон) är en distriktshuvudort i Kirgizistan. Den ligger i oblastet Zjalal-Abad Oblusu, i den västra delen av landet, 260 km sydväst om huvudstaden Bisjkek. Bazar-Korgon ligger 729 meter över havet och antalet invånare är 27 704.
Terrängen runt Bazar-Korgon är huvudsakligen platt, men norrut är den kuperad. Runt Bazar-Korgon är det ganska tätbefolkat, med 80 invånare per kvadratkilometer. Det finns inga andra samhällen i närheten. Trakten runt Bazar-Korgon består i huvudsak av gräsmarker.